# Allonnes (Eure-et-Loir)
Allonnes is een gemeente in het Franse departement Eure-et-Loir (regio Centre-Val de Loire) en telt 289 inwoners (2004). De plaats maakt deel uit van het arrondissement Chartres.

## Geografie
De oppervlakte van Allonnes bedraagt 10,1 km², de bevolkingsdichtheid is 28,6 inwoners per km².
De onderstaande kaart toont de ligging van Allonnes (Eure-et-Loir) met de belangrijkste infrastructuur en aangrenzende gemeenten.

## Demografie
Onderstaande figuur toont het verloop van het inwonertal (bron: INSEE-tellingen).